# De Bongerd (Amsterdam)
De Bongerd is een buurt in het Amsterdamse stadsdeel Noord en maakt deel uit van Tuindorp Oostzaan. Het gebied wordt begrensd door Zijkanaal I, de Noordelijke Singel, de Scheepsbouwweg en de Vlakkerweg.

## Geschiedenis en ligging
De buurt is aangelegd op een industrieterrein (met onder andere een betonfabriek) en een volkstuinencomplex. Door de aanleg heeft stadsverdichting ook hier toegeslagen. Plannen voor de wijk dateren van 1997; die zouden moeten resulteren in een tuinstad, zoals er hier meer te vinden zijn. Aan stedenbouwkundige en architect Rudy Uytenhaak werd gevraagd de wijk in te richten. De wijk werd in fasen volgebouwd, waarbij verschillende architecten zoals Paul de Ruiter en Hans Been werden ingeschakeld; ook Uytenhaak ontwierp mee. Er verschenen stadsvilla’s maar ook luxe rijtjeshuizen. Tijdens de bebouwing woekerde de kredietcrisis, waardoor delen tijdelijk uitgesteld werden.
Bongerd is een afgeleide van boomgaard. De straten hebben dus vooral namen van in Nederland geteelde fruitboom-soorten (rassen/cultivars). Daarnaast zijn er de ontsluitingswegen Boomgaardlaan, Kwekerijlaan en Moestuinlaan. 

## Paard van noord
Blikvanger in de buurt is een oude hijskraan uit de tijd van de betonfabriek, het Paard van Noord. Deze uit 1956-1959 stammende en in Koog aan de Zaan gebouwde hijskraan deed eerst dienst voor een betonfabriek in Velsen. De kraan werd daar ook voorzien van een onderstel; hij werd van vast opgesteld naar beweegbaar. Vanaf circa 1969 werd hij opgesteld bij een filiaal van de betonfabriek aan Zijkanaal I om daar zand en grind van schepen te hijsen, maar hij werd ook ingeschakeld om diezelfde materialen voor de huizenbouw in de buurt aan wal te krijgen. Bij de inrichting van de wijk verdween de betonfabriek van Mebin en de kraan werd een wees, die onttakeld aan de walkant kwam te liggen. De nieuwe buurtbewoners gingen in een vereniging met de restanten aan de slag om de kraam opnieuw op te richten. Gehoor bij ex-werknemers leverde de naam op Paard van noord.

## Bruggen
Om de wijk te kunnen ontsluiten werd een aantal kunstwerken gebouwd:
- Druivenbrug
- Kadoelenbrug
- Bongerdbrug

## Afbeeldingen

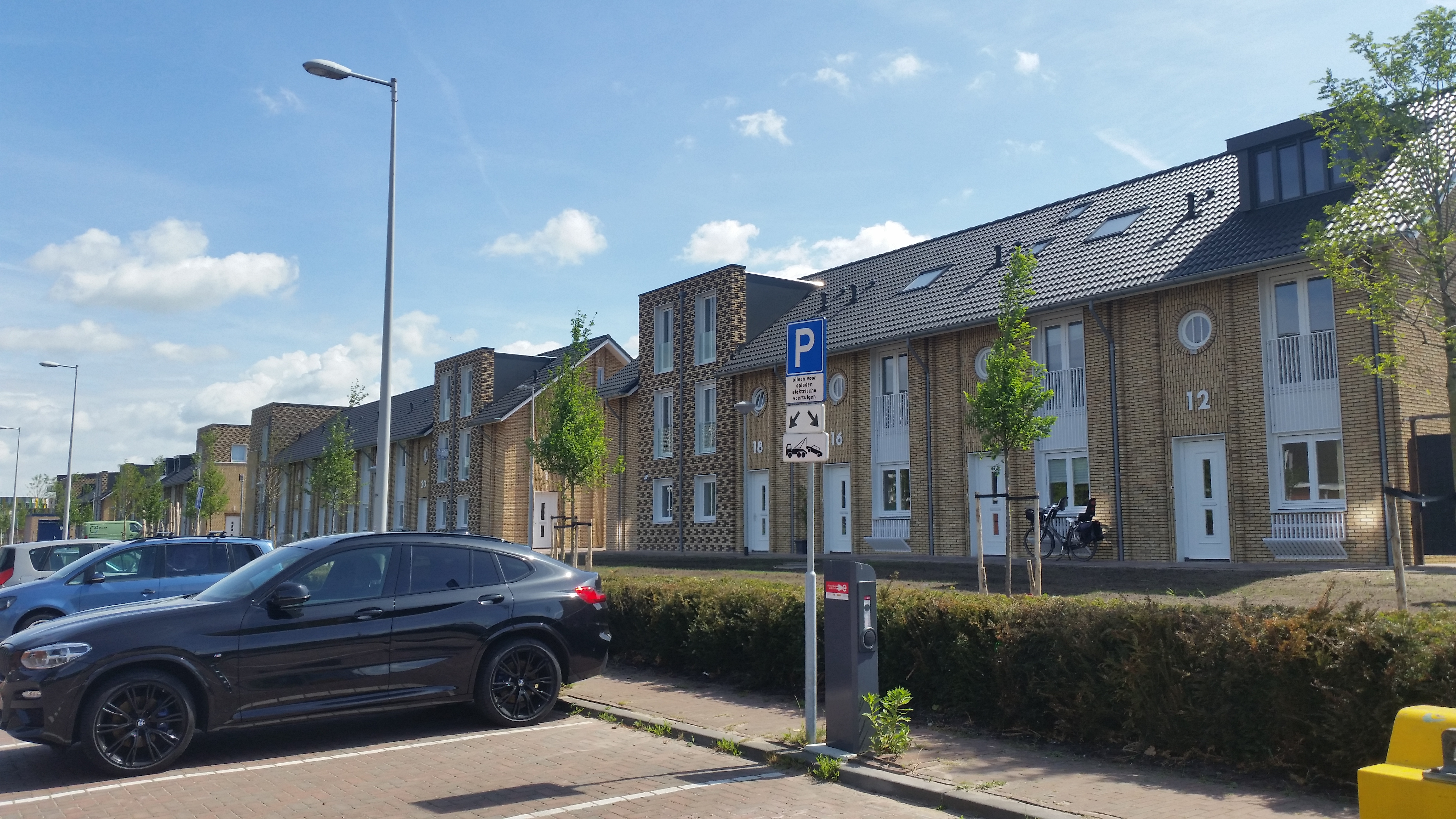
Bebouwing aan de Boomgaardlaan, ontworpen door Hans Been (mei 2019)
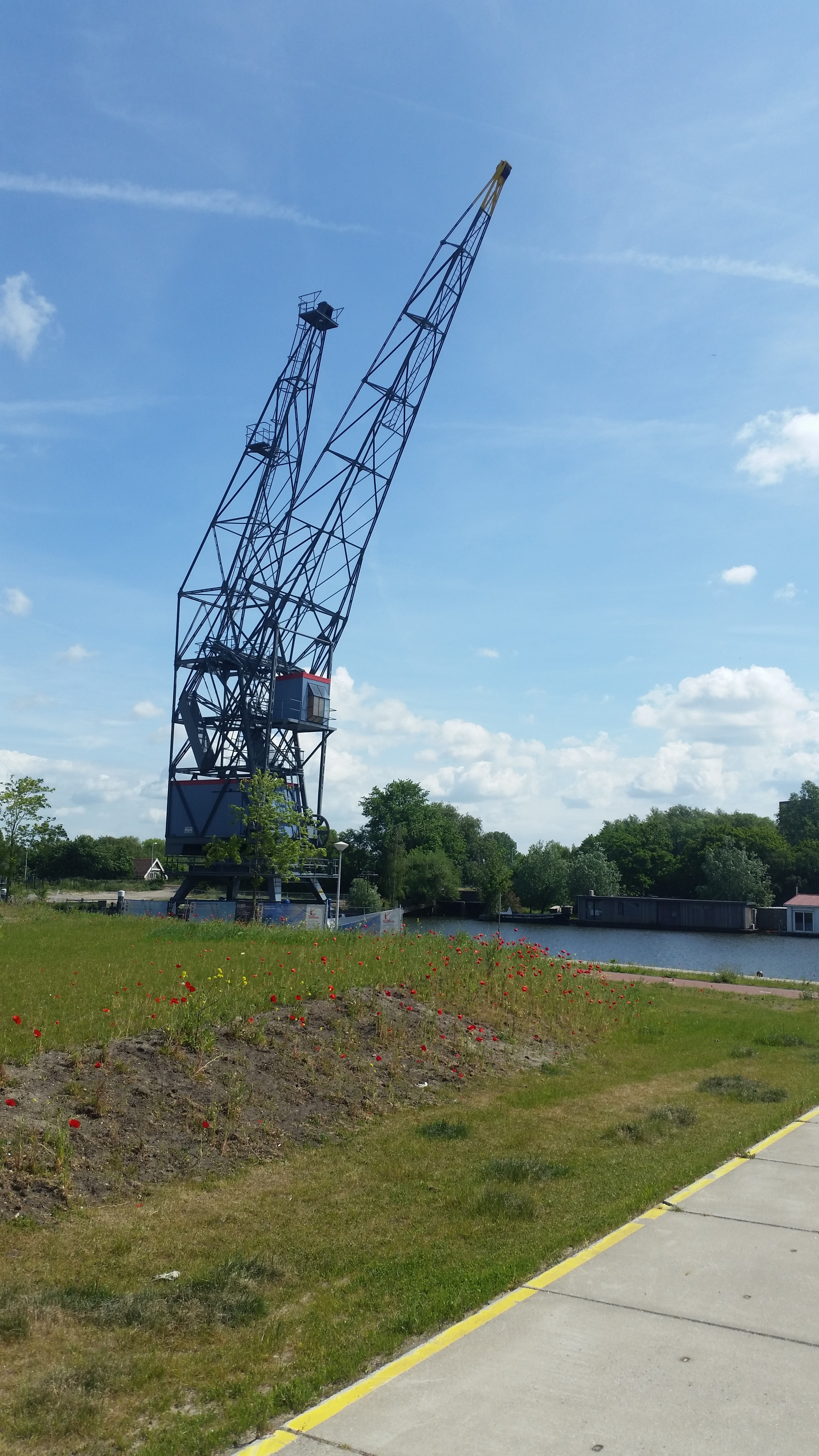
Paard van noord (mei 2019)
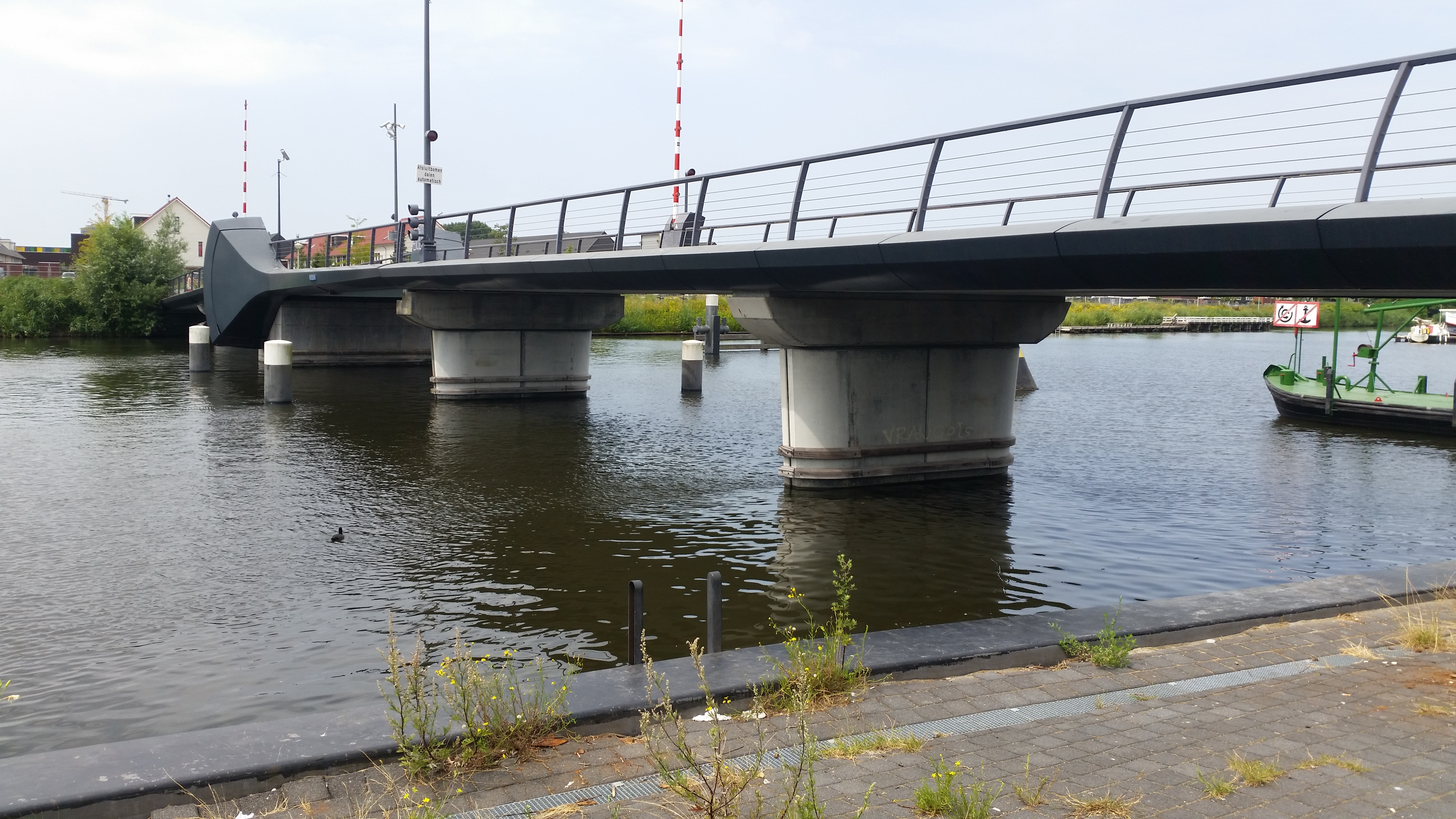
Kadoelenbrug (juli 2019)
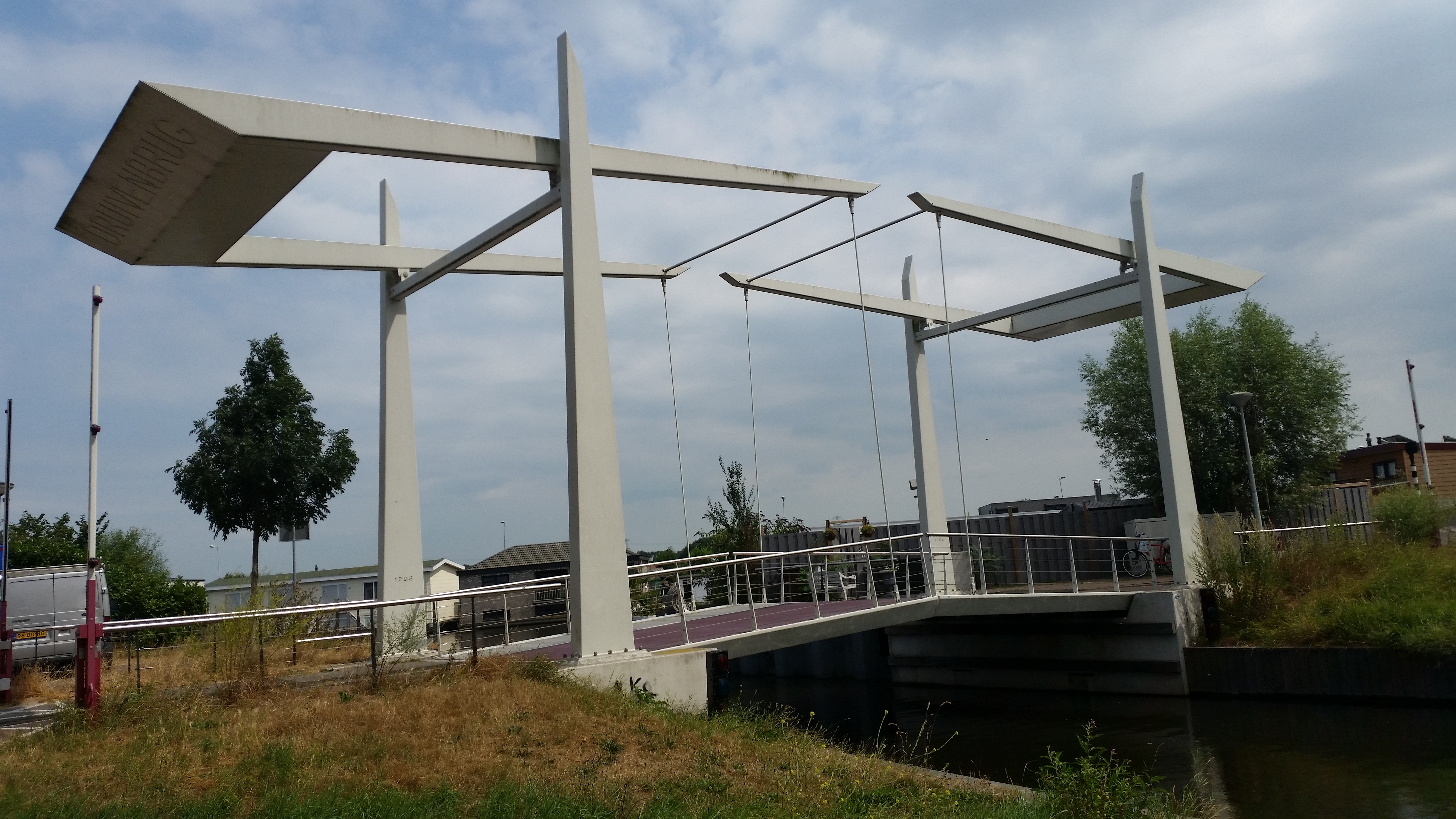
Druivenbrug (juli 2018)

 Abberdaan · Admiralenbuurt · Amstel III · Amsteldorp · Amstelkwartier · Andreas Ensemble · Apollobuurt · ArenAPoort · Bajeskwartier · Banne Buiksloot · Bedrijventerrein Sloterdijk · Bellamybuurt · Betondorp · Bijlmer · Binnenstad · Bloemenbuurt · Borgerbuurt · Borneo · Bos en Lommer · Buiksloot · Buiksloterham · Buikslotermeer · Buiteneiland · Buitenveldert · Bullewijk · Burgwallen Oude Zijde · Burgwallen Nieuwe Zijde · Centrum Amsterdam Noord · Centrumeiland · Chassébuurt · Chinatown · Cremerbuurt (Amsterdam) · Cruquius · Czaar Peterbuurt · Da Costabuurt · Dapperbuurt · De Aker · De Baarsjes · De Bongerd · De Eendracht · De Heining · De Krommert · De 9 Straatjes · De Omval · De Pijp · Diamantbuurt · Driemond · Disteldorp · Dubbele Buurt · Duivelseiland · Duvelshoek · Elzenhagen · Erasmusparkbuurt · Floradorp · Frederik Hendrikbuurt · Funenpark · Gaasperdam · Gein · Geuzenveld · Gibraltarbuurt · Gouden Reael · Gulden Winckelbuurt · Grachtengordel · Haarlemmerbuurt · Hallenkwartier · Haven-Stad · Haveneiland · Havenstraatterrein · Helmersbuurt · Het Funen · Holendrecht · Hoofddorppleinbuurt · Houthaven · IJ-oevers · IJburg · IJdock · IJplein · Indische Buurt · Jan Maijenbuurt · Java-eiland · Jeruzalem · Jeugdland ·Jodenbuurt · Jordaan · Julianapark · Kadijken · Kadoelen · Kattenburg · Kinkerbuurt · KNSM-eiland · Kolenkitbuurt · Kop van Jut · Van der Kunbuurt · Laan van Spartaan · Landlust · Landstrekenbuurt · Lastage · Leidsebuurt · Lutkemeer · Marathonbuurt · Marineterrein · Marken · Marktkwartier · Medisch Centrum Slotervaart · Mercatorbuurt · Middelveldsche Akerpolder · Molenwijk · Museumkwartier · Nellestein · Nieuw Sloten · Amsterdam Nieuw-West · Nieuwe Pijp · Nieuwendam · Nieuwendammerdijk en Buiksloterdijk · Nieuwendammerham · Nieuwezijde · Nieuwmarkt · Noorderhof · Noordoever Sloterplas · Noordse Bos · Olympisch Kwartier · Omval · Ookmeer · Oostelijk Havengebied · Oostelijke Eilanden · Oostelijke Handelskade · Oostenburg · Oosterdokseiland · Oosterparkbuurt · Oostoever Sloterplas · Oostpoort · Oostzanerwerf · Osdorp · Oud Osdorp · Oud-Oost · Oud-West · Oud-Zuid · Oude Pijp · Oudezijde · Overamstel · Overhoeks · Overtoombuurt · Overtoomse Buurt · Overtoomse Veld · Park Haagseweg · Park de Meer · Plan van Gool · Plan West · Plan Zuid · Planciusbuurt · Plantagebuurt · Postjesbuurt · Prinses Irenebuurt · Rapenburg · Reigersbos · Riekerpolder · Rieteilanden · Rietlanden · Rivierenbuurt · Robert Scottbuurt · Roeterseiland · Ruigoord · Schinkel (bedrijventerrein) · Schinkelbuurt · Science Park · Sloten · Sloterdijk · Sloterdijk-Centrum · Slotermeer · Slotervaart · Sluisbuurt · Spaarndammerbuurt · Spieringhorn · Sporenburg · Sportheldenbuurt · Staatsliedenbuurt · Stadionbuurt · Steigereiland · Strandeiland · Teleport · Transvaalbuurt · Trompbuurt · Tuindorp Buiksloot · Tuindorp Buiksloterham · Tuindorp Nieuwendam · Tuindorp Oostzaan · Tuttifruttidorp · Van Tijenbuurt · Uilenburg · Universiteitskwartier · Valkenburg · Van der Kunbuurt · Van der Pekbuurt · Van Lennepbuurt · Venserpolder · Vlooienburg · Vogelbuurt · Vogeldorp · Vogeltjeswei · Volewijck · Vondelparkbuurt · Vrije Geer · Waalseiland · Watergraafsmeer · Waterlandpleinbuurt · Waterwijk · Weesp · Weesperbuurt · Weespertrekvaartbuurt · Weesperzijde · Westelijke Eilanden · Westelijke Tuinsteden · Westerdokseiland · Westerpark · Westpoort · Willemspark · Wittenburg · Zeeburg · Zeeburgereiland · Zeeheldenbuurt · Zuidas · Zuideramstel